# Parvenit
Un parvenit este o persoană care a ajuns să dețină o bună situație materială, politică sau socială fără merite deosebite, fără muncă, adesea prin mijloace neoneste. Cuvântul provine din substantivul francez parvenu, format din participiul trecut al verbului parvenir (a ajunge, a reuși să facă ceva).

## Origine
Cuvântul parvenit descrie în mod obișnuit o persoană care a urcat recent pe scara socială, mai ales un individ nou îmbogățit. Celebra Margaret Brown, care a supraviețuit scufundării Titanicului în 1912, a fost descrisă ca o persoană nou îmbogățită în musical-ul The Unsinkable Molly Brown, din cauza faptului că provenea dintr-o familie de imigranți irlandezi săraci și a lipsei de „sânge albastru”.
Oxford English Dictionary definește parvenitul ca fiind: „o persoană dintr-un mediu umil, care s-a îmbogățit rapid sau a dobândit rapid o poziție socială influentă; un nou îmbogățit; un arivist. Folosit, de asemenea, într-un sens mai larg, cu implicația că persoana respectivă este nepotrivită noii sale poziții sociale din cauza lipsa de maniere sau a realizărilor.”
Acest termen îi desemnează pe indivizii care nu sunt acceptați social de indivizii care fac deja parte din noua lor clasă socială.

## Arivist
Un arivist este o persoană care caută, prin tot felul de mijloace, să ajungă la o poziție socială superioară printr-un comportament lipsit de scrupule. Termenul este folosit uneori ca sinonim cu parvenit și poate fi folosit ca insultă, sugerând o etică precară a muncii sau lipsa de respect față de origini.

## Exemple
Cele mai cunoscute exemple de parveniți provin din domeniul sportului și divertismentului: unii dintre ei s-au născut și au crescut în sărăcie și s-au trezit brusc cu venituri semnificativ mai mari datorită dobândirii statutului de celebritate.
Familiile regale vechi ale Europei au considerat familia Bonaparte ca o familie de parveniți regali. Napoleon al III-lea a încercat să se căsătorească cu o prințesă germană și suedeză, dar nu a reușit pentru că era privit ca un parvenit. Același lucru s-a spus, de asemenea, în cazul căsătoriei prințesei egiptene Fawzia cu viitorul șah al Iranului, Mohammad Reza Pahlavi. Unul dintre motivele neoficiale ale divorțului lor este că familia Fawziei, inclusiv regele Farouk I, îi considera pe membrii familiei Pahlavi ca parveniți. Deși dinastia Muhammad Ali din Egipt și Sudan, căreia îi aparținea Fawzia, avea începuturi umile, ea și-a consolidat statutul în Egipt și în lumea arabă începând din 1805. Prin contrast, familia Pahlavi era o dinastie mult mai recentă, obținându-și poziția ca urmare a loviturii de stat a tatălui lui Mohammad Reza Pahlavi, Reza Khan, în 1921.
Mulți parveniți din Statele Unite ale Americii au ajuns acolo ca imigranți săraci, apoi au urcat pe scara socială. Începându-și cariera ca muncitori, ei au profitat de oportunitățile economice mai bune din SUA, ajungând funcționari publici, funcționari de tipul „gulere albe” (afaceri / birouri) și, în final, membri respectabili ai societății. Un astfel de exemplu ar putea fi John Jacob Astor, a cărui familie a jupuit mai demult iepuri pentru a câștiga bani. Împreună cu fratele său, el a ajuns să construiască edificii reprezentative ale New York-ului precum Hotelul Waldorf-Astoria. Nepotul lui s-a mutat în Anglia, unde a devenit în cele din urmă primul viconte Astor.
În secolul al XIX-lea aristocrația franceză le considera ca parvenite pe femeile evreice care se converteau la creștinism pentru a se căsători cu bărbați din înalta societate. Profesorul Catherine Nicault de la Universitatea din Reims Champagne-Ardenne susținea că această atitudine era un exemplu al modului în care aristocrația franceză se manifesta ostil față de evrei.

## Literatură
- În romanul Enigma Otiliei al scriitorului român George Călinescu, Stănică Rațiu este un personaj nou îmbogățit. El se îmbogățește prin furtul banilor unui bătrân bogat și prin căsătoria cu o curtezană de lux, pătrunzând în elita societății bucureștene.
- În romanul Marele Gatsby personajul Gatsby este un nou îmbogățit. El își obține bogăția prin contrabandă, face cheltuieli luxoase și se străduiește să fie acceptat în înalta societate americană.
- În romanul Roșu și negru protagonistul provincial Julien Sorel se consideră un parvenit după ce a intrat în serviciul marchizului de la Mole.
- În Livada de vișini, Gaev îl consideră pe Lopahin un parvenit, potrivit interpretărilor remarcilor sale de către criticii literari.
- Pip din romanul Marile speranțe al lui Dickens este considerat de mulți un parvenit.
- Edmond Dantès alias Contele de Monte Cristo din romanul omonim al lui Alexandre Dumas.
- John și Alisoun în „The Miller's Tale” de Geoffrey Chaucer.
- Franklin din The Franklin's Tale de Geoffrey Chaucer.
- Doamna Bennet și membrii familiei Bingley din romanul Mândrie și prejudecată al lui Jane Austen.
- Philip Elton din romanul Emma al lui Jane Austen.
- Jane Wilson din romanul Necunoscuta de la Wildfell Hall al Annei Brontë.
- Barry Lyndon, protagonistul romanului The Luck of Barry Lyndon al lui William Makepeace Thackeray, precum și din filmul eponim al lui Stanley Kubrick
- Povestirea „Colierul” a lui Guy de Maupassant relatează situația doamnei Mathilde Loisel și a soțului ei. Mathilde se imagina întotdeauna într-o poziție socială înaltă și posesoare a unor bijuterii opulente, dar, cu toate acestea, se căsătorește cu un funcționar prost plătit, care încearcă să o facă fericită.
- William Wilson, protagonistul povestirii „William Wilson” a lui Edgar Allan Poe, cunoaște un tiz al său provenit dintr-o familie plebee.

## Filozofie
- Friedrich Nietzsche scrie în secțiunea 176 despre compasiune a cărții Știința voioasă că „les souverains rangent aux parvenus”, adică „suveranii se plasează în fața parveniților”.

## Film și televiziune
- În Miss Potter, Beatrix Potter se referă la părinții săi ca „parveniți”, după ce ei încearcă să o împiedice să se căsătorească cu editorul Norman Warne, deoarece este doar un comis-voiajor.
- În Ultimele zile ale lui Hitler, Adolf Hitler îl acuză furios pe Hermann Göring că ar fi un parvenit.
- În serialul The Crown regina Mary de Teck spune că prințul Filip „reprezintă o familie regală de profitori și de parveniți”.
- Hyacinth Bucket, protagonistul sitcom-ului britanic [./https://en.wikipedia.org/wiki/Keeping_Up_Appearances Keeping Up Appearances].
- În Stan & Ollie, Stan Laurel îl numește pe Hal Roach un parvenit atunci când refuză să-i mărească salariul.